# Olympische Sommerspiele 2008/Teilnehmer (Kamerun)
| Gelbes Symbol für Goldmedaillen mit stilisierten Olympischen Ringen | Graues Symbol für Silbermedaillen mit stilisierten Olympischen Ringen | Braundes Symbol für Bronzemedaillen mit stilisierten Olympischen Ringen |
| ------------------------------------------------------------------- | --------------------------------------------------------------------- | ----------------------------------------------------------------------- |
| 1                                                                   | —                                                                     | —                                                                       |

Kamerun nahm 2008 in Peking zum 12. Mal an Olympischen Sommerspielen teil. Das Land startete mit 33 Athleten in neun Sportarten.

## Medaillengewinner

### Gold
| Name                   | Sportart       | Wettkampf  |
| ---------------------- | -------------- | ---------- |
| Françoise Mbango Etone | Leichtathletik | Dreisprung |

## Boxen
- Thomas Essomba
Leichtfliegengewicht
- Smaïla Mahaman
Halbweltergewicht
- Joseph Mulema
Weltergewicht

## Gewichtheben
- Brice Vivien Batchaya
Klasse bis 85 kg

## Fußball
Männer
- Tor
1 Amour Tignyemb
16 Joslain Mayebi
- Abwehr
3 Antonio Ghomsi
4 André Bikey
5 Alexandre Song
12 Paul Bebey
13 Nicolas Nkoulou
18 Alexis Enam
22 Guy Bondoa
- Mittelfeld
6 Stéphane Mbia
8 Georges Mandjeck
9 Frank Songo’o
14 Aurélien Chedjou
17 Alain Junior Ollé Ollé
- Sturm
2 Albert Baning
7 Marc Mboua
10 Christian Bekamenga
11 Gustave Bebbe
15 Serge N'Gal
- Trainer
Martin Ndtoungou
- Ergebnisse
Vorrunde
 Südkorea: 1:1
 Honduras: 1:0
 Italien: 0:0
Viertelfinale
 Brasilien: 0:2

## Judo
- Franck Martial Moussima
Klasse bis 100 kg

## Leichtathletik
Frauen
- Françoise Mbango Etone (Gold )
Dreisprung
- Carole Kaboud Mebam
400 m Hürden
- Léonie Myriam Mani
100 m; 200 m
- Georgina Toth
Hammerwurf

Männer
- Hogo Lucien Mamba
Dreisprung

## Ringen
- Laure Ali Annabel
Frauen, Freistil, Klasse bis 72 kg

## Rudern
- Paul Etia Ndoumbé
Einer

## Schwimmen
Männer
- Alain Tobe Brigion
50 m Freistil

Frauen
- Antoinette Guedia
50 m Freistil

## Tischtennis
Frauen
- Victorine Fomun Angum
Einzel